# Novopetrivka, Rozdilna
Novopetrivka (în ucraineană Новопетрівка) este un sat în comuna Velîka Mîhailivka din raionul Rozdilna, regiunea Odesa, Ucraina.

## Demografie
Componența lingvistică a localității Novopetrivka
     Ucraineană (94,84%)
     Rusă (3,68%)
     Română (1,05%)
     Alte limbi (0,24%)
Conform recensământului din 2001, majoritatea populației localității Novopetrivka era vorbitoare de ucraineană (94,84%), existând în minoritate și vorbitori de rusă (3,68%) și română (1,05%).